# Cayenne (rivier)
De Cayenne is een 50 kilometer lange rivier in Frans-Guyana. Hij wordt gevormd door de rivieren Cascades en Tonnégrande en mondt vlak bij de hoofdstad Cayenne in een estuarium uit in de Atlantische Oceaan.
De Cayenne speelt een belangrijke rol in het boek Papillon van Henri Charrière en de gelijknamige film.